# Zone (Italie)
Pour les articles homonymes, voir Zone.
Zone est une commune de la province de Brescia, dans la région Lombardie, en Italie.

## Administration
| Période                                  | Période  | Identité      | Étiquette | Qualité |
| ---------------------------------------- | -------- | ------------- | --------- | ------- |
| 14 juin 2004                             | En cours | Pio Marchetti |           |         |
| Les données manquantes sont à compléter. |          |               |           |         |

### Communes limitrophes
Marcheno, Marone, Pisogne, Tavernole sul Mella.